# Gibraltar International 1990
Die Gibraltar International 1990 im Badminton fanden Anfang Mai 1990 statt.

## Medaillengewinner
| Disziplin    | Gold                      | Silber                         | Bronze                          |
| ------------ | ------------------------- | ------------------------------ | ------------------------------- |
| Herreneinzel | Ricardo Fernandes         | Antonio Lopes                  | Ian Teasdale                    |
| Herreneinzel | Ricardo Fernandes         | Antonio Lopes                  | John Gray                       |
| Dameneinzel  | Maria Gomes               | Remedios Galan                 | Melissa Sene                    |
| Dameneinzel  | Maria Gomes               | Remedios Galan                 | Sofia Irizar                    |
| Herrendoppel | Russell Hogg Ian Teasdale | Ricardo Fernandes José Sim Sim | John Gray Bob Thompsen          |
| Herrendoppel | Russell Hogg Ian Teasdale | Ricardo Fernandes José Sim Sim | Ivan de Haro Chris Gomez        |
| Damendoppel  | Jean Steen Sue Tromp      | Maria Gomes Paula Queluz       | Ana Rosa Fernandez Sofia Irizar |
| Damendoppel  | Jean Steen Sue Tromp      | Maria Gomes Paula Queluz       | L. Craig C. Roche               |
| Mixed        | Ian Teasdale Ruth Ambrose | Russell Hogg Jean Steen        | Paul Hutchinson Sue Tromp       |
| Mixed        | Ian Teasdale Ruth Ambrose | Russell Hogg Jean Steen        | John Gray C. Roche              |